# Orthodes cynica
Orthodes cynica là một loài bướm đêm trong họ Noctuidae.